# Dirham UAE
Dirham (arapski درهم) (oznaka: د.إ; ISO 4217: AED) valuta je Ujedinjenih Arapskih Emirata. Neslužbene kratice za dirham su DH ili Dhs. Dirham se dijeli na 100 filsa (فلس). Uveden je 1973. godine.

## Novčanice
| Serija iz 1982. | Serija iz 1982. | Serija iz 1982. | Serija iz 1982.  |
| Prikaz          | Prikaz          | Vrijednost      | Glavna boja      |
| Prednja         | Stražnja        | Vrijednost      |                  |
| --------------- | --------------- | --------------- | ---------------- |
|                 |                 | 5 dirhama       | smeđa            |
|                 |                 | 10 dirhama      | zelena           |
|                 |                 | 20 dirhama      | plava            |
|                 |                 | 50 dirhama      | ljubičasta       |
|                 |                 | 100 dirham      | roza             |
|                 |                 | 200 dirham      | zelena / smeđa   |
|                 |                 | 500 dirham      | mornaričko plava |
|                 |                 | 1000 dirham     | zelenkasto plava |

## Vanjske poveznice
- Središnja banka UAE